# Kościół Świętej Trójcy w Gura Humorului
Kościół Świętej Trójcy (rum. Biserica „Preasfânta Treime”) – kościół rzymskokatolicki w mieście Gura Humorului w Rumunii, zbudowany w 1811 roku. Znajduje się przy ulicy Bulevardul Bucovinei 10 w centrum miasta.
Kościół ten jest jednym z najstarszych kościołów katolickich na Bukowinie.

## Galeria

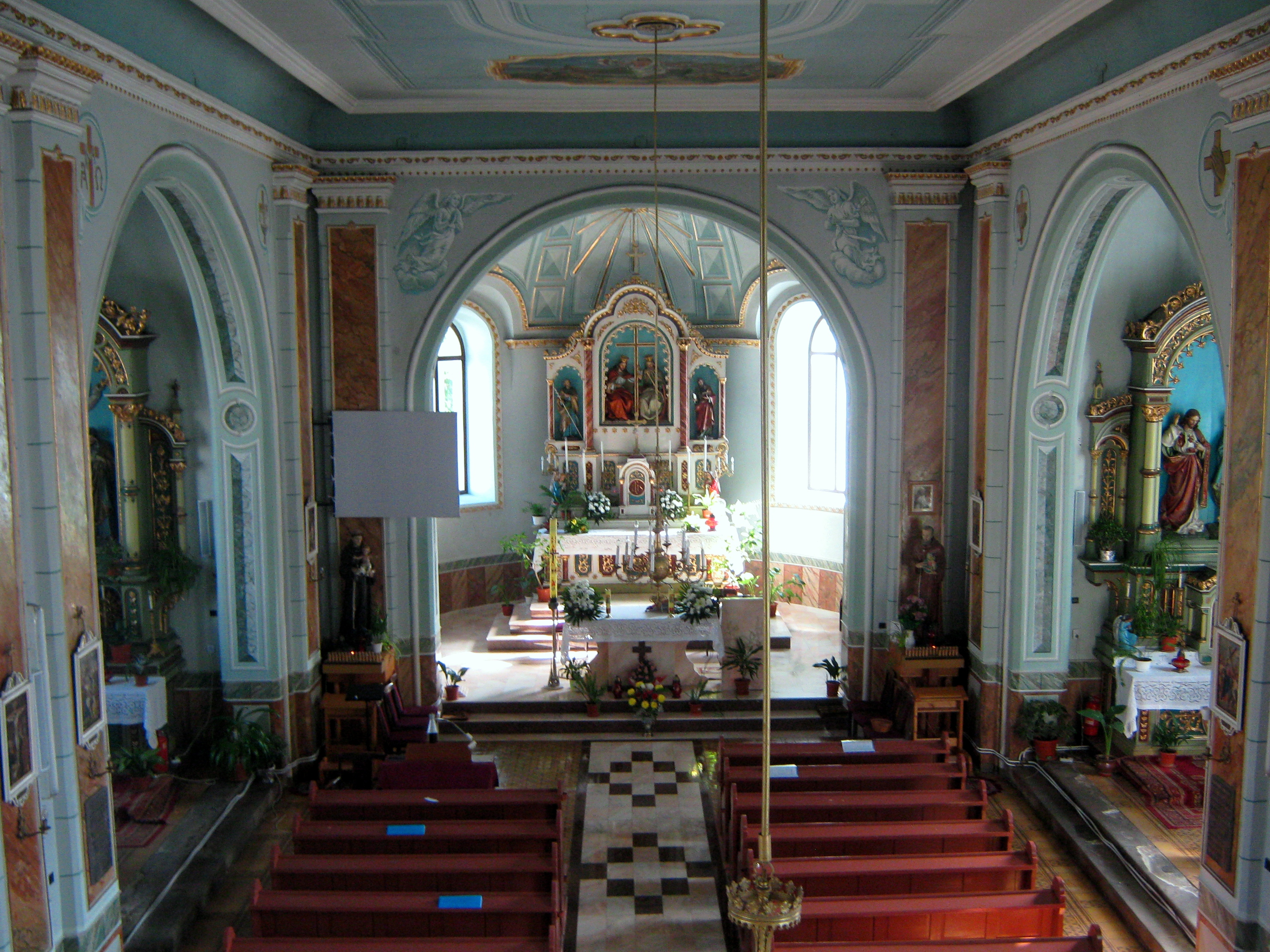
Wewnątrz kościoła
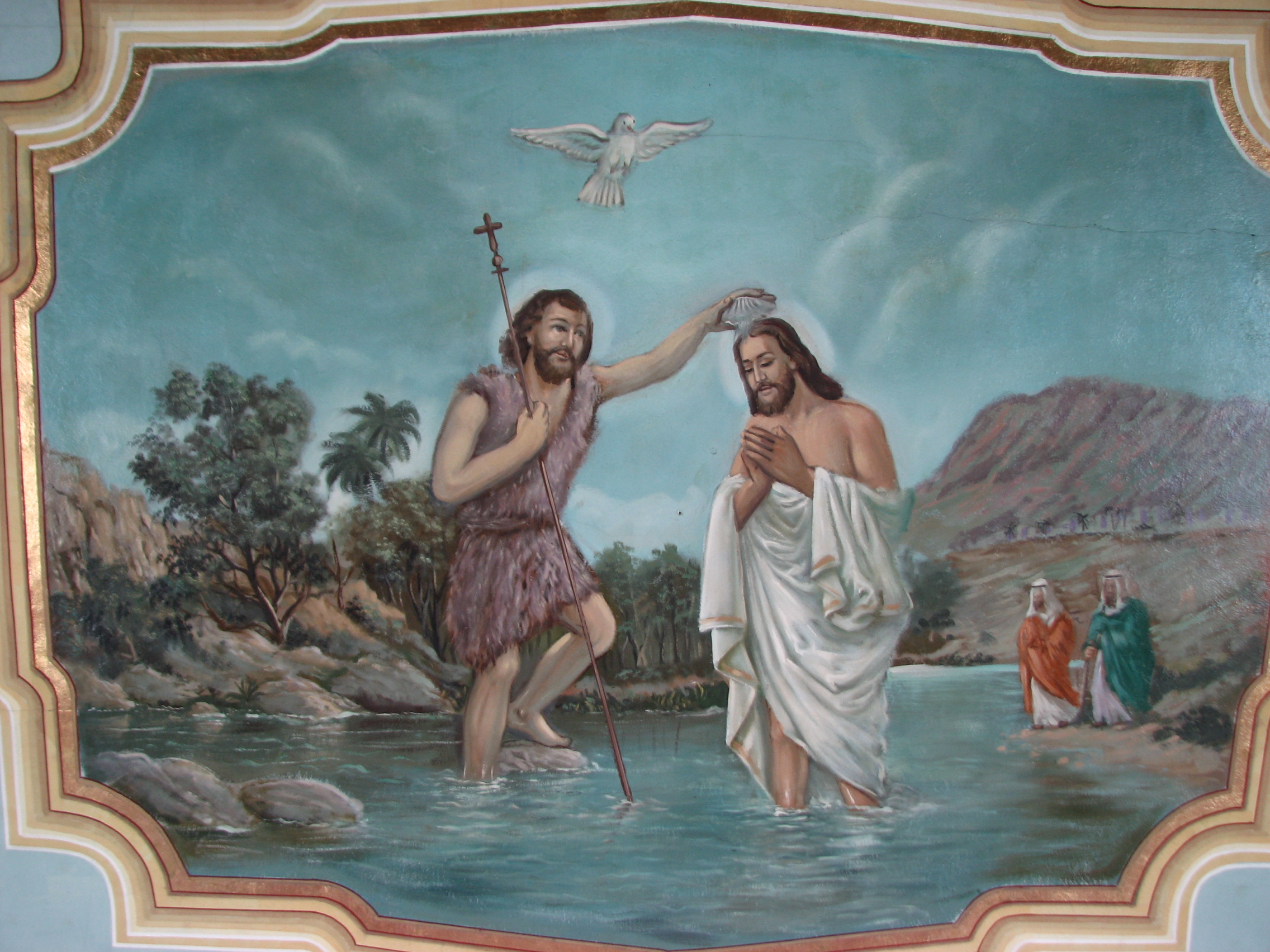
Malarstwo na suficie